# Meppen
Meppen er administrationsby i  Landkreis Emsland i den vestlige del af den tyske delstat Niedersachsen, tæt ved grænsen til  Holland.

## Geografi
Meppen ligger ved sammenløbet af floderne Ems, Hase og Nordradde og Dortmund-Ems-Kanalen (DEK). Navnet stammer fra ordet Mappe, som betyder floddelta.
Byen ligger centralt i Emsland mellem byerne Lingen og Papenburg, 20 km fra grænsen til Holland. Arealet er 188,45 km², og byen ligger 15 m over havet. Indbyggertallet er 35373  (2018-12-31 ).